# Strombinophos
Strombinophos is een geslacht van weekdieren uit de klasse van de Gastropoda (slakken).

## Soorten
- Strombinophos cumingii (Reeve, 1846)
- Strombinophos loripanus Pilsbry & Olsson, 1941 †